# Seregélyes
Seregélyes é uma vila da Hungria, situada no condado de Fejér. Tem 78,19 km² de área e sua população em 2019 foi estimada em 4.342 habitantes.